# とうへい鍋
とうへい鍋（とうへいなべ）は、福岡県宗像大島（宗像市）の郷土料理。トウヘイと呼ばれる魚を用いた味噌仕立ての鍋料理である。

## 概要
「トウヘイ」とは、クロアナゴの福岡県での呼び名である。
宗像大島ではクエ漁を行う際にトウヘイも獲れることがある。トウヘイは体長が大きく、2メートルほどに成長する個体もあるが、小骨が多く下処理が困難なため、お金にならないと捨てられることも多い。そんなトウヘイをぶつ切りにし味噌仕立ての鍋にした漁師料理を発祥とする。これが美味であったことから旅館や一般家庭でも食べられるようになった。祭りや行事などの時に食されるハレの日の料理として親しまれているが、トウヘイそのものの漁獲量が少ないことと、トウヘイのさばきかたが難しい（体長が大きい、マアナゴよりは少ないが体表がぬるぬるしている）ため、宗像大島のみで受け継がれてきた伝統料理となっている。